# Alceja
Alceja (trandovilje, bijeli sljez, lat. Alcea), veliki biljni rod iz porodice sljezovki. Pripada mu blizu 80 priznatih vrsta. Ne smije se brkati s drugim rodovima koji se u hrvatskom jeziku također nazivaju sljez, to  (Althaea) i Malva

## Vrste
1. Alcea abchasica Iljin
2. Alcea acaulis (Cav.) Alef.
3. Alcea afghanica I.Riedl
4. Alcea angulata (Freyn & Sint.) Freyn & Sint. ex Iljin
5. Alcea antoninae Iljin
6. Alcea apterocarpa (Fenzl) Boiss.
7. Alcea arbelensis Boiss. & Hausskn.
8. Alcea assadii Pakravan
9. Alcea aucheri (Boiss.) Alef.
10. Alcea baldshuanica (Bornm.) Iljin
11. Alcea biennis Winterl
12. Alcea calverti (Boiss.) Boiss.
13. Alcea chrysantha (Sam.) Zohary
14. Alcea damascena (Mouterde) Mouterde
15. Alcea digitata (Boiss.) Alef.
16. Alcea dissecta (Baker) Zohary
17. Alcea djahromi Parsa
18. Alcea excubita Iljin
19. Alcea fasciculiflora Zohary
20. Alcea flavovirens (Boiss. & Buhse) Iljin
21. Alcea freyniana Iljin
22. Alcea froloviana (Litv.) Iljin
23. Alcea galilaea Zohary
24. Alcea ghahremanii Pakravan & Assadi
25. Alcea glabrata Alef.
26. Alcea gorganica (Rech.f., Aellen & Esfand.) Zohary
27. Alcea heldreichii (Boiss.) Boiss.
28. Alcea hyrcana (Grossh.) Grossh.
29. Alcea ilamica Pakravan
30. Alcea iranshahrii Pakravan, Ghahr. & Assadi
31. Alcea karakalensis Freyn
32. Alcea karsiana (Bordz.) Grossh.
33. Alcea koelzii I.Riedl
34. Alcea kopetdaghensis Iljin
35. Alcea kuhsangnia Parsa
36. Alcea kurdica (Schltdl.) Alef.
37. Alcea kusariensis (Iljin ex Grossh.) Iljin
38. Alcea lasiocalycina Boiss.
39. Alcea lavateriflora (DC.) Boiss.
40. Alcea lenkoranica Iljin
41. Alcea litvinovii (Iljin) Iljin
42. Alcea loftusii (Baker f.) Zohary
43. Alcea longipedicellata Rilke
44. Alcea mazandaranica Pakravan & Ghahr.
45. Alcea mozaffarianii Ghahr., Pakravan & Assadi
46. Alcea nikitinii Iljin
47. Alcea nudiflora (Lindl.) Boiss.
48. Alcea peduncularis Boiss. & Hausskn.
49. Alcea pisidica Hub.-Mor.
50. Alcea popovii Iljin
51. Alcea rechingeri (Zohary) I.Riedl
52. Alcea remotiflora (Boiss. & Heldr.) Alef.
53. Alcea rhyticarpa (Trautv.) Iljin
54. Alcea rosea L.
55. Alcea rosulata I.Riedl
56. Alcea rufescens (Boiss.) Boiss.
57. Alcea rugosa Alef.
58. Alcea sachsachanica Iljin
59. Alcea schirazana Alef.
60. Alcea semnanica Pakravan
61. Alcea setosa (Boiss.) Alef.
62. Alcea sophiae Iljin
63. Alcea sosnovskyi Iljin
64. Alcea sotudei Parsa
65. Alcea striata (DC.) Alef.
66. Alcea sulphurea (Boiss. & Hohen.) Alef.
67. Alcea sycophylla Iljin & Nikitin
68. Alcea tabrisiana (Boiss. & Buhse) Iljin
69. Alcea talassica Iljin
70. Alcea tarica Pakravan & Ghahr.
71. Alcea teheranica Parsa
72. Alcea tholozani Stapf
73. Alcea turcomanica Iljin
74. Alcea turkeviczii Iljin
75. Alcea wilhelminae I.Riedl
76. Alcea woronovii (Iljin ex Grossh.) Iljin
77. Alcea xanthochlora I.Riedl
78. Alcea ×nadezhdae A.V.Grebenjuk